# Ferenc Verseghy
Dans le nom hongrois Verseghy Ferenc, le nom de famille précède le prénom, mais cet article utilise l’ordre habituel en français Ferenc Verseghy, où le prénom précède le nom.
Ferenc Verseghy ([ˈfɛɾɛnts], [ˈvɛɾʃɛgi]), né le 3 avril 1757 à Szolnok et décédé le 15 décembre 1822 à Buda, était un poète hongrois. 